# Brek Shea
Dane Brekken Shea  (College Station, Texas, Estados Unidos, 28 de febrero de 1990), más conocido como Brek Shea, es un exfutbolista estadounidense que se desempeñaba como centrocampista.
Conocido por su versatilidad, Shea ha jugado en diversas posiciones, desde delantero hasta extremo y lateral.

## Trayectoria

### Inicios
Shea fue al Brazos Christian School por un año y medio y al Bryan High School, ambos en su natal Texas. Durante sus años en la secundaria Shea formó parte del Texans FC, ahora conocido como Dallas Texans, ganando cuatro campeonatos estatales con el equipo. Luego de graduarse de la escuela secundaria, Shea se incorporó a la Academia IMG en Bradenton, Florida. Su buen rendimiento allí lo llevó a entrenar con Bolton Wanderers de la Premier League de Inglaterra en octubre de 2007.

### FC Dallas
Shea se graduó a través de la Generación Adidas, programa que duró hasta fines de la Temporada 2010. En 2008 fue seleccionado en el MLS SuperDraft del 2008 por el FC Dallas, equipo al cual se incorporó y con el cual debutó ese mismo año. Su primer partido profesional con el club fue el 20 de abril de 2008 en la victoria 2-0 sobre Chivas USA, ingresando en el minuto 86. Solo jugaría un partido más en el resto de la temporada 2008. Para 2009, Shea se convirtió en un jugador más regular en el equipo, jugando 18 partidos en toda la temporada, cantidad solo reducida por el tiempo que pasó con la selección sub-20 de los Estados Unidos en el Campeonato Sub-20 de la CONCACAF ese año. En sus primeras dos temporadas, Shea no tuvo una posición fija, jugando como utilitario durante gran parte de las dos temporadas.

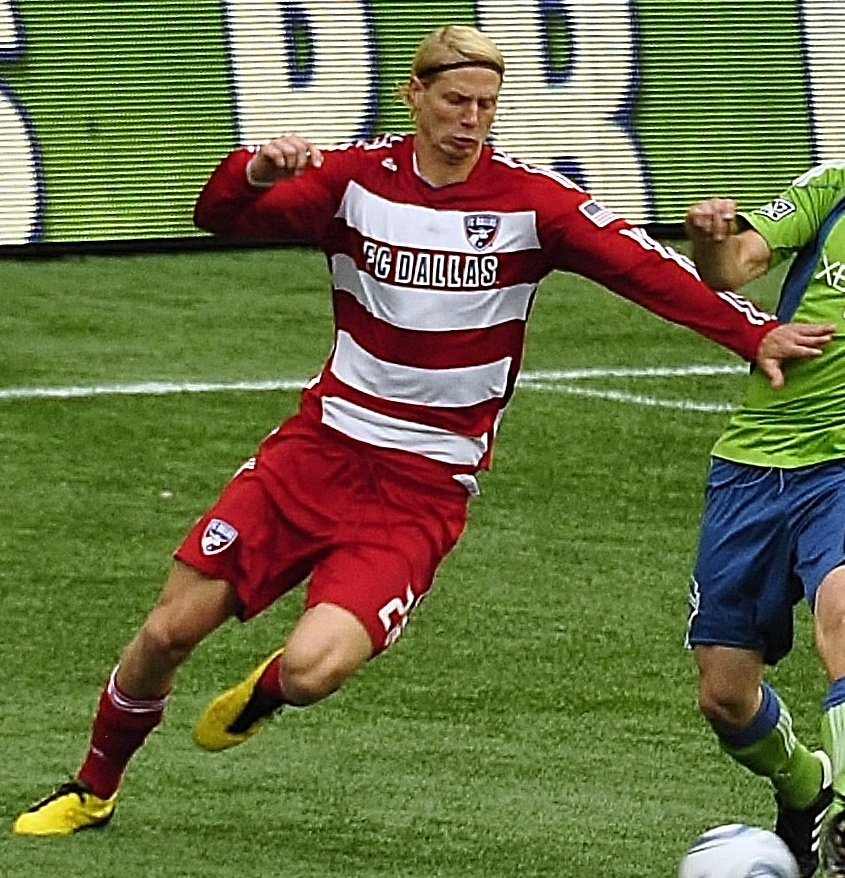
Shea jugando para el FC Dallas en 2011

Shea continuó progresando en la temporada 2010 de la MLS, jugando 25 partidos y anotando 5 goles, además de ayudar a su equipo a llegar a la postemporada. A principios del 2011, el técnico de Dallas, Schellas Hyndman, cambió a Shea de su relativamente habitual posición en el medicampo y lo asignó en forma permanente a la defensa. No obstante, luego de que el volante ofensivo y jugador más valioso de la liga, David Ferreira, se lesionara en un partido contra los Vancouver Whitecaps, Shea pasó a ocupar su posición y asumió gran parte de su rol goleador. En esa posición se convirtió en uno de los mejores de la liga, siendo nombrado en varias ocasiones al equipo de la semana de la MLS, al igual que al equipo estelar de la liga en julio de 2011.
En la temporada 2011, Shea también realizó su debut en competiciones continentales en la victoria 1-0 sobre el Alianza F.C. en El Salvador por la fase clasificatoria de la CONCACAF Liga Campeones 2011-12. Shea jugaría todos los partidos del club en la fase de grupos, incluso dejando de participar del partido de las estrellas de MLS debido a su compromiso con torneo internacional, pero desafortunadamente para Shea, Dallas terminaría siendo eliminado en la primera ronda.
Al concluir la temporada, en noviembre de 2011, se anunció que el volante estadounidense estaría entrenando con el club inglés Arsenal en la pretemporada. Shea se reincorporó al Dallas FC en diciembre de 2011 en preparación para la temporada 2012. Ese mismo mes fue nombrado como el Futbolista Joven del Año en Estados Unidos por parte de la Federación de Fútbol de ese país.
Shea luchó para encontrar su ritmo al regresar del Preolímpico de Concacaf en marzo de 2012, primero recibiendo una suspensión de tres partidos por patear el balón contra un asistente en un partido contra el Columbus Crew el 12 de mayo y luego quedando fuera un par de fechas por lesión. Un par de meses más tarde en julio, tuvo una discusión seria con el técnico Schellas Hyndman.
Luego de terminar la temporada 2012 con solo 3 goles y 2 asistencias en 21 partidos, Shea tuvo que someterse a una operación en el pie para remover un hueso sesamoideo en noviembre de 2012, dejándolo fuera de las canchas por lo menos tres meses.

### Stoke City
El 31 de enero de 2013 se confirma su fichaje por el Stoke City, tras llegar a un acuerdo con la Major League Soccer y conseguir un permiso de trabajo, por 2.5 millones de libras. Hizo su debut el 26 de febrero de 2013, ingresando en el primer tiempo en la derrota 1-0 ante el Fulham FC. No obstante, Shea solo vería acción una vez más en la temporada 2012-13, pasando la mayor parte de su primera campaña con Stoke en el banco o lesionado. Jürgen Klinsmann, el entrenador de la selección de Estados Unidos, criticó la decisión de Shea de ir a Inglaterra y pasar gran parte del tiempo allí sin poder jugar.

### Barnsley FC
El 1 de enero de 2014 el Stoke City hace oficial la cesión de Shea al Barnsley FC del Football League Championship, debutando ese mismo día y jugando 75 minutos. La cesión de Shea fue terminada en forma prematura a principios de marzo de 2014, luego de un incidente en el que el estadounidense tuvo un altercado con un hincha del Barnsley en la derrota 5-0 del club frente al Huddersfield.

### Birmingham City FC
El 11 de septiembre de 2014 Shea fue cedido al Birmingham City del Football League Championship por tres meses. Hizo su debut el 13 de septiembre, jugando como titular en el empate 1-1 frente al Leeds United y asistiendo en el único gol de su equipo.

### Orlando City Soccer Club
Shea regresó a la MLS el 19 de diciembre de 2014 cuando fichó con el nuevo club de la liga, el Orlando City Soccer Club. Fue titular en el primer partido oficial del club el 17 de marzo de 2015 en el que Orlando empataría 1-1 frente al otro club debutante de la MLS, el New York City FC.

### Vancouver Whitecaps FC
El 27 de febrero de 2017, Shea fichó con el Vancouver Whitecaps FC como intercambio por Giles Barnes. Su debut en Vancouver se vio retrasado por una lesión, y llegó el 19 de marzo en la derrota por 2-0 contra Toronto FC.
Shea fue liberado por Vancouver al término de la temporada 2018.

### Atlanta United FC
Shea fichó por el Atlanta United FC a principios de la temporada 2019. Lamentablemente en julio de 2019, una lesión de rotura de ligamentos en la rodilla derecha lo dejó fuera por el resto de la temporada. El Atlanta no renovó a Shea para la siguiente temporada 2020.

### Inter de Miami
Shea firmó con el Inter de Miami el 25 de junio de 2020 y anotó su primer gol en el minuto 65 en una derrota por 2-1 ante Orlando City el 12 de septiembre.
El 4 de mayo de 2023, anunció su retiro del fútbol profesional junto con su excompañero de Stoke City, Geoff Cameron.

## Clubes
| Club                        | País           | Año         |
| --------------------------- | -------------- | ----------- |
| FC Dallas                   | Estados Unidos | 2008 - 2013 |
| Stoke City                  | Inglaterra     | 2013 - 2014 |
| Barnsley FC (cedido)        | Inglaterra     | 2014        |
| Birmingham City FC (cedido) | Inglaterra     | 2014        |
| Orlando City SC             | Estados Unidos | 2015 - 2017 |
| Vancouver Whitecaps FC      | Canadá         | 2017 - 2018 |
| Atlanta United FC           | Estados Unidos | 2019        |
| Inter de Miami              | Estados Unidos | 2020 - 2022 |
| Inter de Miami II           | Estados Unidos | 2022        |

## Selección nacional
Shea fue miembro del programa de residencia en Bradenton, Florida y jugó varios partidos con la Selección sub-17 durante ese tiempo. Luego fue llamado al equipo sub-20, para el cual jugó en el Campeonato Sub-20 de la Concacaf de 2009.
El 16 de febrero de 2012, Shea fue llamado al campamento de preparación de la selección sub-23 de los Estados Unidos para el torneo preolímpico de la CONCACAF pero Klinsmann terminó llamándolo a la selección mayor el 23 de febrero para jugar un amisto contra Italia en Génova el 29 de febrero de 2012 debido a las múltiples bajas por lesión. El 12 de marzo de 2012, Shea fue llamado nuevamente a la selección sub-23, esta vez como parte de la lista provisional de 19 jugadores para enfrentar la eliminatoria CONCACAF para las Olimpiadas en Londres. En definitiva, Shea formó parte de la selección estadounidense que enfrentó la clasificación a las Olimpiadas, jugando los tres partidos de su selección. El equipo norteamericano terminaría siendo eliminado del torneo en la primera ronda por El Salvador, con un gol de Jaime Alas al minuto 90 más 3.

### Selección mayor
Recibió su primer llamado a la selección mayor a sus 18 años para uno de los últimos partidos de la segunda ronda de clasificación para la Copa del Mundo 2010 el 18 de junio de 2008 en Barbados.
En septiembre de 2010 recibió su segundo llamado a la selección para un partido amistoso contra Colombia en octubre. Jugó su primer partido con la selección estadounidense al iniciar en el empate 0-0 contra esa selección y jugar toda la primera mitad. De esta manera Shea se convirtió en el primer jugador nacido en los años 1990 en jugar por la selección mayor de los Estados Unidos.
Shea fue llamado por tercera vez y jugó su segundo partido con la selección en enero de 2011, jugando 60 minutos del partido contra Chile.
Bajo el nuevo técnico Jürgen Klinsmann, Shea fue llamado a la selección para todos los partidos amistosos jugados el resto del año 2011. Entre ellos se destaca el primero en la era Klinsmann, en el cual entregó la asistencia a Robbie Rogers para empatar el partido.
El 31 de mayo de 2013 fue incluido en la lista preliminar de 35 jugadores que participarán de la Copa de Oro de la Concacaf de ese año. Pese a no haber sido incluido en la lista final inicialmente que disputaría el torneo, terminó siendo añadido el 6 de julio de 2013 en reemplazo del lesionado Joshua Gatt. Shea anotó su primer gol internacional en este campeonato, poniendo el gol de la victoria sobre Costa Rica en el últimpo partido de la fase de grupos a tan solo minutos de haber ingresado a la cancha. Una semana después ingresó en el segundo tiempo en la final del torneo ante Panamá y anotó el gol de la victoria minutos luego de ingresar, otorgándole así el quinto título continental a los Estados Unidos.

### Participaciones en la Copa de Oro de la Concacaf
| Copa                            | Sede           | Resultado |
| ------------------------------- | -------------- | --------- |
| Copa de Oro de la Concacaf 2013 | Estados Unidos | Campeón   |

### Goles internacionales
| #   | Fecha               | Lugar                                      | Rival      | Gol   | Resultado | Competición                     |
| --- | ------------------- | ------------------------------------------ | ---------- | ----- | --------- | ------------------------------- |
| 01. | 17 de julio de 2013 | Rentschler Field, Hartford, Estados Unidos | Costa Rica | 1 – 0 | 1 – 0     | Copa de Oro de la Concacaf 2013 |
| 02. | 28 de julio de 2013 | Soldier Field, Chicago, EUA                | Panamá     | 1 – 0 | 1 – 0     | Copa de Oro de la Concacaf 2013 |
| 03. | 28 de enero de 2015 | Estadio El Teniente, Rancagua, Chile       | Chile      | 1 – 0 | 2 – 3     | Amistoso                        |
| 04. | 31 de marzo de 2015 | Stadion Letzigrund, Zúrich, Suiza          | Suiza      | 1 – 0 | 1 – 1     | Amistoso                        |

## Estadísticas

### Clubes
Actualizado hasta el final de carrera.
| FC Dallas Estados Unidos | 1.ª           | 2008          | 2   | 0  | 1  | 0 | -  | - | 3   | 0  |
| FC Dallas Estados Unidos | 1.ª           | 2009          | 19  | 0  | 0  | 0 | -  | - | 19  | 0  |
| FC Dallas Estados Unidos | 1.ª           | 2010          | 29  | 5  | 1  | 0 | -  | - | 30  | 5  |
| FC Dallas Estados Unidos | 1.ª           | 2011          | 32  | 11 | 3  | 0 | 6  | 0 | 41  | 11 |
| FC Dallas Estados Unidos | 1.ª           | 2012          | 21  | 3  | 0  | 0 | 0  | 0 | 21  | 3  |
| FC Dallas Estados Unidos | Total club    | Total club    | 103 | 19 | 5  | 0 | 6  | 0 | 114 | 19 |
| Stoke City FC Inglaterra | 1.ª           | 2012/13       | 2   | 0  | 0  | 0 | -  | - | 2   | 0  |
| Stoke City FC Inglaterra | 1.ª           | 2013/14       | 1   | 0  | 2  | 0 | -  | - | 3   | 0  |
| Stoke City FC Inglaterra | 1.ª           | 2014/15       | 0   | 0  | 0  | 0 | -  | - | 0   | 0  |
| Stoke City FC Inglaterra | Total club    | Total club    | 3   | 0  | 2  | 0 | 0  | 0 | 5   | 0  |
| Barnsley FC (cedido) Inglaterra | 2.ª           |               |     |    |    |   |    |   |     |    |
| Barnsley FC (cedido) Inglaterra | 2.ª           | 2013/14       | 8   | 0  | 0  | 0 | -  | - | 8   | 0  |
| Barnsley FC (cedido) Inglaterra | Total club    | Total club    | 8   | 0  | 0  | 0 | 0  | 0 | 8   | 0  |
| Birmingham City (cedido) Inglaterra | 2.ª           |               |     |    |    |   |    |   |     |    |
| Birmingham City (cedido) Inglaterra | 2.ª           | 2014/15       | 6   | 0  | 0  | 0 | -  | - | 6   | 0  |
| Birmingham City (cedido) Inglaterra | Total club    | Total club    | 6   | 0  | 0  | 0 | 0  | 0 | 6   | 0  |
| Orlando City Estados Unidos | 1.ª           |               |     |    |    |   |    |   |     |    |
| Orlando City Estados Unidos | 1.ª           | 2015          | 19  | 0  | 0  | 0 | -  | - | 19  | 0  |
| Orlando City Estados Unidos | 1.ª           | 2016          | 27  | 3  | 1  | 0 | -  | - | 28  | 3  |
| Orlando City Estados Unidos | Total club    | Total club    | 46  | 0  | 1  | 0 | -  | - | 47  | 3  |
| Vancouver Whitecaps Estados Unidos | 1.ª           | 2017          | 28  | 4  | 2  | 0 | 3  | 1 | 33  | 5  |
| Vancouver Whitecaps Estados Unidos | 1.ª           | 2018          | 28  | 3  | 0  | 0 | -  | - | 28  | 3  |
| Vancouver Whitecaps Estados Unidos | Total club    | Total club    | 56  | 7  | 2  | 0 | 3  | 1 | 61  | 8  |
| Atlanta United Estados Unidos | 1.ª           | 2019          | 19  | 0  | 3  | 0 | 2  | 0 | 24  | 0  |
| Atlanta United Estados Unidos | Total club    | Total club    | 19  | 0  | 3  | 0 | 2  | 0 | 24  | 0  |
| Inter de Miami Estados Unidos | 1.ª           | 2020          | 13  | 4  | 0  | 0 | 0  | 0 | 13  | 4  |
| Inter de Miami Estados Unidos | 1.ª           | 2021          | 30  | 2  | 0  | 0 | 0  | 0 | 30  | 2  |
| Inter de Miami Estados Unidos | 1.ª           | 2022          | 4   | 0  | 0  | 0 | 0  | 0 | 4   | 0  |
| Inter de Miami Estados Unidos | Total club    | Total club    | 47  | 6  | 0  | 0 | 0  | 0 | 47  | 6  |
| Inter de Miami II Estados Unidos | 3.ª           | 2022          | 1   | 0  | 0  | 0 | 0  | 0 | 1   | 0  |
| Inter de Miami II Estados Unidos | Total club    | Total club    | 1   | 0  | 0  | 0 | 0  | 0 | 1   | 0  |
| Total carrera | Total carrera | Total carrera | 289 | 32 | 13 | 0 | 11 | 1 | 313 | 36 |
| (1)Incluye datos de la Copa MLS (2010, 2011, 2017) (2)Incluye datos de la US Open Cup (2008, 2011, 2016, 2017); la Copa de la Liga de Inglaterra (2013/14) (3)Incluye datos de la Concacaf Liga de Campeones (2010/11, 2011/2012, 2017/2018) |               |               |     |    |    |   |    |   |     |    |

### Selección nacional
| Adulta Estados Unidos                                                                   | 2010          | 1  | 0 | - | - | - | - | 1  | 0 |
| Adulta Estados Unidos                                                                   | 2011          | 8  | 0 | - | - | - | - | 8  | 0 |
| Adulta Estados Unidos                                                                   | 2012          | 4  | 0 | 2 | 0 | - | - | 6  | 0 |
| Adulta Estados Unidos                                                                   | 2013          | 3  | 0 | 7 | 2 | - | - | 10 | 2 |
| Adulta Estados Unidos                                                                   | 2014          | 2  | 0 | - | - | - | - | 2  | 0 |
| Adulta Estados Unidos                                                                   | 2015          | 7  | 2 | - | - | - | - | 7  | 2 |
| Adulta Estados Unidos                                                                   | Total         | 25 | 2 | 9 | 2 | 0 | 0 | 34 | 4 |
| Total carrera                                                                           | Total carrera | 25 | 2 | 9 | 2 | 0 | 0 | 34 | 4 |
| (1) Incluye los partidos de Eliminatorias Concacaf (Mundial 2014) y Copa de Oro (2013). |               |    |   |   |   |   |   |    |   |

## Palmarés

### Distinciones individuales
| Distinción                                 | Año  |
| ------------------------------------------ | ---- |
| Futbolista Joven del Año en Estados Unidos | 2011 |